# Vsevolod Nestaïko
Vsevolod Zinoviovytch Nestaïko (ukrainien : Всеволод Зіновійович Нестайко, né le 30 janvier 1930 – mort le 16 août 2014,) est un écrivain ukrainien spécialisé dans la littérature d'enfance et de jeunesse. En Ukraine, il est considéré comme étant l'un des meilleurs auteurs dans le domaine,,,.

## Biographie
Lors de la Première Guerre mondiale, les parents de Nestaïko se trouvent dans des camps opposés. Son père est membre de l'unité des fusiliers de la Sitch, puis membre de l'Armée ukrainienne de Galicie, alors que sa mère enseigne la littérature russe et est infirmière dans l'armée impériale russe.
En 1933, son père est tué par le NKVD,. Pour échapper à la famine sévissant à Holodomor, Vsevolod Nestaïko et sa mère déménagent chez la sœur de cette dernière à Kiev.
De 1947 à 1952, Nestaïko fait des études à la faculté de philologie de l'université nationale Taras-Chevtchenko de Kiev. Par la suite, il travaille pour les magazines Dnipro, Periwinkle et Youth.
De 1956 à 1987, Vsevolod Nestaïko dirige la maison d'édition de littérature d'enfance et de jeunesse Veselka (uk) (Веселка « Arc-en-ciel »). C'est également en 1956 qu'il publie son premier livre, Shurka & Shurko. Jusqu'à sa mort, il publie une trentaine d'histoires, contes de fée, nouvelles et pièces de théâtre. Ses livres sont traduits en une vingtaine de langues dont l'anglais, l'allemand, le français, l'espagnol, le russe, l'arabe, le bengali, le hongrois, le roumain, le bulgare et le slovaque. Son adaptation de Toreadors from Vasyukivka gagne un prix au festival international de Munich de 1968 ainsi que le prix principal à celui de Sydney en 1969. En 1984, son adaptation de The Fraud « F » remporte un prix au festival du film de l'ensemble de l'Union des républiques socialistes soviétiques à Kiev ainsi qu'au festival du film de Gabrovo, en Bulgarie, en 1985. Certaines de ses œuvres sont intégrées à des programmes scolaires en Ukraine.
En 2010, Viktor Iouchtchenko lui remet l'Ordre du Prince Iaroslav le Sage.